# VÖV - Verband öffentlicher Verkehrsbetriebe
L'association des entreprises de transports publics VÖV - Verband öffentlicher Verkehrsbetriebe, a été fondée le 25 octobre 1949 à Stuttgart et a été remplacée en 1990 par l' Association des entreprises de transport allemandes VDV, qui s'est également ouverte aux entreprises de transport de l'ex-RDA.

## Histoire

### Organisations précédentes (1846-1945)
L'histoire de l'association a commencé au XIXe siècle avec l'Association des Chemins de fer Prussiens fondée en 1846 et l'Association des administrations allemandes des routes et des petits chemins de fer fondée à Munich en 1895, dont le rôle était de promouvoir la coopération entre les entreprises membres et échanger leurs expériences mais également de représenter leurs intérêts auprès des élus locaux et nationaux. Jusqu'en 1945, Le siège de l'association était installé à Berlin. À partir de 1928, l'association a été rebaptisée "Association des administrations allemandes des transports". À partir de 1934, il était sous la tutelle du ministère des Transports du Reich.

### Après la Seconde Guerre mondiale (1946-présent)
Après la capitulation du Reich et l'occupation de l'Allemagne par les Alliés, l'association des tramways et sociétés de transport public de la zone d'occupation britannique VSB a été fondée le 8 novembre 1946. Elle comprenait des services d'autobus, trolleybus et tramways. En 1946 également, l'association des transports publics de la zone occupée sous tutelle américaine (VSA) a été créée. Fin 1947, les deux associations fusionnent au sein du groupe de travail des associations d'entreprises de transport public AVV. L'AVV a obtenu l'admission des entreprises de transport au niveau de priorité 1 afin d'améliorer l'approvisionnement en matériel nécessaire de toute urgence au début de l'après-guerre. Un plan de développement initié par l'AVV a montré qu'il faudrait 1,25 million de marks pour ramener l'infrastructure des transports au niveau où elle était en 1938.
La création de la République Fédérale d'Allemagne - RFA le 23 mai 1949 a entraîné une situation plus fiable. L'Association des entreprises de transport public "VÖV" a été fondée le 26 octobre 1949 à Essen puis, a déménagé à Cologneen 1959 où il est resté en 1991 lorsqu'il a été remplacé par le VDV.
La structure de la nouvelle association était basée sur celle de l'Association des administrations allemandes des transports qui existait jusqu'en 1934, puisque sa structure interne et externe avait fait ses preuves du point de vue des membres. L'association s'est inscrite dans cette tradition et a donc célébré le 60e anniversaire de l'organisation de l'association en 1955.
Les quatre sociétés de transports sarrois (Neunkirchen, Sarrebruck, Sarrelouis et Völklingen), qui s'étaient initialement regroupées au sein d'une association d'entreprises locales de transports publics sarrois (VÖNS), ont adhéré au VÖV avant même que la Sarre ne soit rattachée à la République Fédérale d'Allemagne.
Le bureau du VÖV a été transféré d'Essen à Cologne en 1959.
Le 15 mars 1990, pendant la période de réunification de l'ex-RDA, une association également connue sous le nom d'association des entreprises de transport public a été fondée. Le bureau était à Leipzig .
Le 6 novembre 1990, la fusion de VÖV, l'Association fédérale des chemins de fer, transports automobiles et téléphériques allemands (BDE) et VÖV-DDR pour former l'Association des entreprises de transport allemandes a été décidée.

### Standardisation dans les tramways
Afin de répondre au besoin urgent de véhicules pour le transport urbain des voyageurs après la Seconde Guerre mondiale, de nombreux châssis de tramways détruits pendant la guerre ont été équipés de nouvelles superstructures standardisées à la Düsseldorfer Waggonfabrik Duewag. De 1948 à 1950, 355 tramways et 248 remorques ont été construits à partir des wagons dits de reconstruction. Par la suite, des tramways à deux et trois essieux neufs ont été fabriqués, avec un nouveau châssis. Le wagon de l'association, également conçu selon les plans de l'association Waggonbau, groupe de travail pour les tramways (plus tard VÖV) a été fabriqué par plusieurs constructeurs de wagons de 1951 à 1958 : 206 motrices et 326 remorques.

### Standardisation dans les autobus
À partir des années 1960, le VÖV a commencé à normaliser les autobus. Cela a abouti à une recommandation de type pour les Autobus standard VÖV, qui ont été produits en série par plusieurs constructeurs allemands d'autobus de 1968 jusqu'au milieu des années 1980. Au début des années 1980, la recommandation de type pour les futurs modèles, en vue d'amélioration, le type Standard-Line Bus II a été imposé.